# Kategoria Superiore (2025/2026)
Ten artykuł dotyczy przyszłego wydarzenia sportowego. Informacje w nim zawarte zmienią się w przyszłości.
Kategoria Superiore 2025/2026 (znana jako Abissnet Superiore ze względów sponsorskich)  – 87. edycją rozgrywek ligowych najwyższego poziomu piłki nożnej mężczyzn w Albanii.
Tytuł mistrzowski broni drużyna Egnatia.

## Format rozgrywek
W rozgrywkach bierze udział 10 drużyn. Po rozegraniu 36 kolejek meczów cztery najlepsze drużyny zagrają między sobą play-offy „Finał 4”.
Zwycięzca zostanie ogłoszony mistrzem „Abyssnet Superiore” i weźmie udział w pierwszej rundzie kwalifikacyjnej Ligi Mistrzów UEFA, natomiast pozostałe dwie najwyżej sklasyfikowane drużyny wezmą udział w Lidze Konferencji UEFA.
W przypadku, gdy zwycięska drużyna Pucharu Albanii zajmie miejsce w pierwszej trójce w fazie „Final 4”, prawo do udziału w Lidze Konferencyjnej UEFA będzie mieć ostatni w fazie play-off.
Kluby, które zajmą ostatnie dwa miejsca na koniec sezonu, spadają z ligi, natomiast drużyna z miejsca ósmego zagra w finale ze zwycięzcą barażu Kategoria e Parë.

## Uczestnicy
| Uczestnicy poprzedniej edycji                                                                                 | Uczestnicy poprzedniej edycji | Uczestnicy poprzedniej edycji | Uczestnicy poprzedniej edycji |
| --- | ----------------------------- | ----------------------------- | ----------------------------- |
| EGN | Egnatia Rrogozhinë            | 1                             |                               |
| VLS | KF Vllaznia                   | 2                             |                               |
| DIN | Dinamo Tirana                 | 3                             |                               |
| PAR | Partizani Tirana              | 4                             |                               |
| ELB | AF Elbasani                   | 5                             |                               |
| TEU | Teuta Durrës                  | 6                             |                               |
| BYL | Bylis Ballsh                  | 7                             |                               |
| po barażach                                                                                                   |                               |                               |                               |
| TIR | KF Tirana                     | 8                             |                               |
| Awans z Kategoria e Parë                                                                                      |                               |                               |                               |
| VOR | KF Vora                       | 1                             |                               |
| FLV | Flamurtari Vlora              | 2                             |                               |
| Oznaczenia: - kolumna pierwsza – skróty nazw drużyn, - kolumna trzecia – miejsce zajęte w poprzednim sezonie. |                               |                               |                               |

## Tabela
| Lp. | Drużyna       | M | Z | R | P | B+ | B– | +/– | Pkt | Kwalifikacja lub spadek    |
| --- | ------------- | - | - | - | - | -- | -- | --- | --- | -------------------------- |
| 1   | Bylis Ballsh  | 0 | 0 | 0 | 0 | 0  | 0  | 0   | 0   | faza finałowa              |
| 2   | Dinamo Tirana | 0 | 0 | 0 | 0 | 0  | 0  | 0   | 0   | faza finałowa              |
| 3   | Egnatia       | 0 | 0 | 0 | 0 | 0  | 0  | 0   | 0   | faza finałowa              |
| 4   | AF Elbasani   | 0 | 0 | 0 | 0 | 0  | 0  | 0   | 0   | faza finałowa              |
| 5   | Flamurtari    | 0 | 0 | 0 | 0 | 0  | 0  | 0   | 0   |                            |
| 6   | Partizani     | 0 | 0 | 0 | 0 | 0  | 0  | 0   | 0   |                            |
| 7   | Teuta         | 0 | 0 | 0 | 0 | 0  | 0  | 0   | 0   |                            |
| 8   | Tirana        | 0 | 0 | 0 | 0 | 0  | 0  | 0   | 0   | baraż o utrzymanie         |
| 9   | Vllaznia      | 0 | 0 | 0 | 0 | 0  | 0  | 0   | 0   | spadek do Kategoria e Parë |
| 10  | Vora          | 0 | 0 | 0 | 0 | 0  | 0  | 0   | 0   | spadek do Kategoria e Parë |

## Wyniki
| Gospodarz \ Gość | BYL | DIN | EGN | ELB | FLA | PAR | TEU | TIR | VLL | VOR | BYL | DIN | EGN | ELB | FLA | PAR | TEU | TIR | VLL | VOR |
| ---------------- | --- | --- | --- | --- | --- | --- | --- | --- | --- | --- | --- | --- | --- | --- | --- | --- | --- | --- | --- | --- |
| Bylis Ballsh     |     |     |     |     |     |     |     |     |     |     |     |     |     |     |     |     |     |     |     |     |
| Dinamo Tirana    |     |     |     |     |     |     |     |     |     |     |     |     |     |     |     |     |     |     |     |     |
| Egnatia          |     |     |     |     |     |     |     |     |     |     |     |     |     |     |     |     |     |     |     |     |
| AF Elbasani      |     |     |     |     |     |     |     |     |     |     |     |     |     |     |     |     |     |     |     |     |
| Flamurtari       |     |     |     |     |     |     |     |     |     |     |     |     |     |     |     |     |     |     |     |     |
| Partizani        |     |     |     |     |     |     |     |     |     |     |     |     |     |     |     |     |     |     |     |     |
| Teuta            |     |     |     |     |     |     |     |     |     |     |     |     |     |     |     |     |     |     |     |     |
| Tirana           |     |     |     |     |     |     |     |     |     |     |     |     |     |     |     |     |     |     |     |     |
| Vllaznia         |     |     |     |     |     |     |     |     |     |     |     |     |     |     |     |     |     |     |     |     |
| Vora             |     |     |     |     |     |     |     |     |     |     |     |     |     |     |     |     |     |     |     |     |

## Najlepsi strzelcy
| Bramki | Strzelcy | Drużyna |
| ------ | -------- | ------- |
| Gol    |          |         |

## Stadiony
| Bylis               |
| ------------------- |
| Stadiumi Adush Muça |
| 5200                |
|                     |

| Egnatia       |
| ------------- |
| Arena Egnatia |
| 4000          |
|               |

| Dinamo Tirana AF Elbasani |
| ------------------------- |
| Elbasan Arena             |
| 12 800                    |
|                           |

| Flamurtari          |
| ------------------- |
| Stadiumi Flamurtari |
| 5600                |
|                     |

| Partizani      |
| -------------- |
| Arena e Demave |
| 4500           |
|                |

| Teuta                |
| -------------------- |
| Stadiumi Niko Dovana |
| 12 040               |
|                      |

| Tirana                   |
| ------------------------ |
| Stadiumi Selman Stërmasi |
| 9500                     |
|                          |

| Vllaznia            |
| ------------------- |
| Stadion Loro-Boriçi |
| 16 000              |
|                     |

| Vora         |
| ------------ |
| Vora Stadium |
| 4000         |
|              |

Źródło:.